# Толбот, Элеонора
Элеонора Толбот (англ. Eleanor Talbot; 1436, Гудрич, Херефордшир, Королевство Англия — 30 июня 1468, Норидж или Кеннингхолл, Норфолк, Королевство Англия), известная также как Элеонора Батлер, — английская аристократка, дочь Джона Толбота, 1-го графа Шрусбери, и Маргарет де Бошан, жена сэра Томаса Ботелера. Известна в первую очередь как предполагаемая невеста короля Эдуарда IV. Епископ Роберт Стиллингтон в 1483 году заявил, что Эдуард официально пообещал Элеоноре жениться, и на этом основании Ричард Глостерский добился признания недействительным брака Эдуарда с Элизабет Вудвилл, чтобы занять трон. Большинство современных историков считает данные о королевском обещании фальшивкой.

## Биография
Элеонора Толбот родилась в 1436 году в семье Джона Толбота, 7-го барона Толбота и 10-го барона Стрейнджа из Блэкмера, и его второй жены Маргарет де Бошан, дочери Ричарда де Бошана, 13-го графа Уорика, и Элизабет де Беркли. В 1442 году её отец получил титул графа Шрусбери. В 1449/50 году Элеонора стала женой сэра Томаса Ботелера, сына и наследника Ральфа Ботелера, 1-го барона Садли. Сэр Томас умер, оставив её бездетной вдовой (по разным данным, до 1461 или до 1468 года). Сама Элеонора умерла 30 июня 1468 года в Норидже или в Кеннингхолле (Норфолк). Её похоронили в церкви Белых кармелитов в Норидже.
Об Элеоноре вспомнили спустя почти 15 лет — в июне 1483 года, вскоре после смерти короля Эдуарда IV. Преемником умершего стал сын Эдуард V, до совершеннолетия которого страной должен был править его дядя Ричард Глостерский. Однако незадолго до коронации юного монарха епископ Бата и Уэлса Роберт Стиллингтон сделал важное заявление. По его словам, ещё до венчания с Елизаветой Вудвилл Эдуард IV встретился с Элеонорой Толбот, на тот момент уже вдовой, и попытался сделать её своей любовницей. Получив отказ, король поклялся Элеоноре, что позже женится на ней, причём сделал епископа своим свидетелем. «В результате он делил с ней постель, но и в мыслях не держал выполнять своё обещание».
Клятва такого рода имела силу предварительного брачного контракта. Это означало, что, если Стиллингтон говорит правду, брак Эдуарда IV с Елизаветой Вудвилл был недействительным, и все королевские дети, включая Эдуарда V, оказывались бастардами. Собравшаяся вскоре ассамблея лордов признала истинность слов епископа. В результате вдовствующая королева превратилась в «леди Элизабет Грей», её дети были объявлены внебрачными, а королём стал Ричард. Претендент на престол от ланкастерской партии Генрих Тюдор поклялся защитить права детей Эдуарда IV и жениться на старшей из его дочерей. Через два года он разбил Ричарда при Босворте и стал королём.

## Мнения учёных
У историков нет единого мнения о том, действительно ли Эдуард IV обещал Элеоноре Толбот жениться на ней. Некоторые считают эту историю довольно правдоподобной, учитывая любовь короля к красивым женщинам и его более поздний брак с незнатной вдовой Елизаветой Вудвилл. С другой стороны, заявление Стиллингтона могло быть простой фальсификацией, совершённой в интересах Ричарда Глостерского и даже по его приказу.
Филипп де Коммин, который рассказывает о заявлении Стиллингтона в своих мемуарах, не называет имя женщины, а оригинал парламентского акта Titulus Regius, объявившего недействительным брак Эдуарда IV и Елизаветы Вудвилл, был уничтожен по приказу Генриха VII. Поэтому в эпоху Тюдоров считалось, что король пообещал жениться другой своей любовнице — Элизабет Люси. Томас Мор утверждает, что Люси допрашивали накануне женитьбы Эдуарда, так как мать короля была против брака и подозревала, что могут найтись законные препятствия. На наводящие вопросы, по словам Мора, Люси ответила, что король не подписывал никаких документов, связанных с помолвкой, и не давал обещаний.
Историк Джордж Бак (примерно 1560—1622) нашёл единственную сохранившуюся копию Titulus Regius и таким образом установил, что в показаниях Стиллингтона фигурировала Элеонора Толбот. Он полагал, что договорённость о браке действительно существовала. В последующие века многие защитники Ричарда III придерживались этого мнения либо считали, что Ричард верил в правдивость слов епископа. Кроме того, в рикардианской литературе озвучивается (более или менее уверенно) версия о том, что Стиллингтон в 1478 году рассказал о помолвке короля с Элеонорой Джорджу Кларенсу и поэтому оказался в Тауэре.
Другие историки настроены более скептически. По данным Джона Вагнера, большинство современных учёных считает заявление о брачной клятве Эдуарда IV фальсификацией, призванной узаконить узурпацию Ричарда III. Гипотетические отношения Эдуарда и Элеоноры не были задокументированы, Ричард не передал дело в церковный суд, где оно должно было рассматриваться. Энн Кроуфорд считает договорённость о браке с Элеонорой маловероятной, но допускает, что отец Эдуарда Ричард, герцог Йоркский, мог обсуждать такой брак с отцом Элеоноры во времена совместной службы во Франции. Словам Стиллингтона, по мнению Кроуфорд, противоречит молчание Элеоноры в тот момент, когда стало известно о женитьбе Эдуарда на Элизабет Вудвилл, и молчание родственников Элеоноры в связи с Titulus Regius. Поскольку Эдуард, по словам историка, был «не настолько глуп», чтобы не осознавать угрозу для своих детей из-за клятвы, данной другой женщине, он легко дезавуировал бы эту клятву с помощью церкви, если бы она действительно была произнесена.
Учёные допускают, что Элеонора Толбот могла быть одной из любовниц короля; поэтому её имя и могли выбрать фальсификаторы. Высказывались гипотезы о том, что Толбот — одна из двух «наложниц» Эдуарда, упомянутых у Мора, но не названных по имени, и что она могла пойти на связь с королём, чтобы вернуть часть имущества, потерянного после смерти мужа.